# Soy
Soy (en wallon Swè) est une section et un village de la commune belge d'Érezée située en Région wallonne dans la province de Luxembourg.

## Évolution démographique
- Source: DGS, 1831 à 1970=recensements population, 1976= habitants au 31 décembre

## Histoire
C'était une commune à part entière avant la fusion des communes de 1977, date à laquelle le village de Ny fut transféré à la commune de Hotton. Soy n'était une commune de la province de Luxembourg que depuis 1839, faisant partie avant cela du département de Sambre-et-Meuse. Elle fut créée sous le régime français par la réunion des localités de Biron, Fisenne, Froidcourt, Gowy, Grandmont, Ny, Seron et Soy.

## Patrimoine et culture

### Patrimoine architectural et naturel
- La chapelle Saint-Roch.
- Le château-ferme de Soy.
- Une plante rare :'alchemilla glaucescens[1].

## Économie

### Saveurs
La brasserie Fantôme et ses bières Fantôme.